# İbrahimderesi, Ulus
İbrahimderesi là một xã thuộc huyện Ulus, tỉnh Bartın, Thổ Nhĩ Kỳ. Dân số thời điểm năm 2011 là 261 người.